# Anthony Crosland
Charles Anthony Raven Crosland (ur. 29 sierpnia 1918 w St Leonards-on-Sea w hrabstwie Sussex, zm. 19 lutego 1977 w Oksfordzie) – brytyjski polityk, członek Partii Pracy, minister w rządach Harolda Wilsona i Jamesa Callaghana, teoretyk socjalizmu, którego poglądy wywarły poważny wpływ na blairowską New Labour.

## Życiorys
Jego ojciec, Joseph Beardsall Crosland, był urzędnikiem w ministerstwie wojny. Oboje rodziców byli członkami Plymouth Brethren. Anthony dorastał w północnym Londynie. Wykształcenie odebrał w Highgate School oraz w Trinity College na Uniwersytecie Oksfordzkim. W 1940 r. uzyskał dyplom studiów klasycznych. Podczas II wojny światowej służył oddziałach spadochronowych na froncie zachodnim (brał m.in. udział w bitwie pod Arnhem). Dosłużył się stopnia kapitana. Po wojnie Crosland powrócił na uniwersytet i uzyskał dyplom z filozofii, politologii i ekonomii. Był również przewodniczącym Oxford Union. Następnie rozpoczął karierę akademicką, jako wykładowca ekonomii.
W 1950 r. wybrany został do Izby Gmin jako reprezentant okręgu South Gloucestershire. W parlamencie zasiadał do 1955 r., kiedy to przegrał kolejne wybory parlamentarne. Do Izby Gmin powrócił w 1959 r., wygrywając wybory w okręgu Great Grimsby. Należał do stronników Hugh Gaitskella. Po jego śmierci w 1963 r. popierał kandydaturę Jamesa Callaghana na lidera laburzystów. Callaghan odpadł jednak już w pierwszej turze i ostateczna walka o zwycięstwo rozegrała się między Haroldem Wilsonem a George’em Brownem. Crosland głosował na Browna, ale zwycięzcą został Wilson.
Po wyborczym zwycięstwie laburzystów w 1964 r. Crosland został ministrem stanu w ministerstwie spraw ekonomicznych. W 1965 r. został członkiem gabinetu jako minister edukacji i nauki. Dążył do upowszechnienia w Wielkiej Brytanii średnich szkół publicznych. Wprowadził również podział uczelni wyższych na uniwersytety i niezależne od nich politechniki. We wrześniu 1967 r. Crosland został przewodniczącym Zarządu Handlu. W 1969 r. został ministrem samorządu lokalnego i planowania regionalnego. Pozostał na tym stanowisku do porażki Partii Pracy w wyborach 1970 r.
W kwietniu 1972 r. Crosland wystartował w wyborach na wiceprzewodniczącego Partii Pracy, ale zdobył tylko 61 głosów poparcia, co wyeliminowało go już w pierwszej turze. Po powrocie Partii Pracy do władzy w 1974 r. został ministrem środowiska. Po rezygnacji Wilsona w 1976 r. wystartował w wyborach na lidera partii, ale z 17 głosami poparcia zajął ostatnie miejsce. W kolejnych turach popierał późniejszego zwycięzcę, Jamesa Callaghana, który mianował Croslanda ministrem spraw zagranicznych.
Od listopada 1952 r. Crosland był żonaty z Hilary Sarson, z którą rozwiódł się po pięciu latach. 7 lutego 1964 r. poślubił Susan Catling, amerykankę z Baltimore. Obydwa małżeństwa pozostały bezdzietne. Crosland był fanem piłki nożnej. W 1976 r. zaprosił Henry’ego Kissingera do obejrzenia meczu drużyny z jego okręgu Grimsby Town F.C. z Gillingham F.C. Ponownie zaprosił Kissingera na mecz w grudniu 1976 r. (był to mecz Chelsea F.C. z Wolverhampton).
Crosland wraz z żoną zakupili w 1975 r. dom w Adderbury. Tam po południu 13 lutego 1977 r. doznał udaru mózgu podczas studiów nad dokumentami dotyczącymi Rodezji. Tego wieczoru Crosland miał wygłosić przemówienie na ten temat. Po sześciu dniach śpiączki zmarł w szpitalu Radcliffe Infirmary Hospital 19 lutego 1977 r. Po śmierci został skreomowany. 4 marca jego prochy wsypano do morza niedaleko Grimsby.
Po utracie miejsca w Izbie Gmin w 1955 r. Crosland rozpoczął pisanie książki, która ukazała się w 1956 r. pod tytułem „Przyszłość socjalizmu” (The Future of Socialism). W tej książce zawarł tezę, że socjalizm musi przystosować się do zmian w świecie. Była to tzw. doktryna rewizjonizmu. Legła ona u podstaw doktryny New Labour, przyjętej w latach 90. przez Tony’ego Blaira.